# Taeda
Taeda is een geslacht van vlinders uit de familie slakrupsvlinders (Limacodidae). De wetenschappelijke naam van dit geslacht is voor het eerst geldig gepubliceerd in 1863 door Hans Daniel Johann Wallengren.
Wallengren beschreef tevens de nieuwe soort Taeda aetitis, door Johan August Wahlberg verzameld in zuidelijk Afrika.

## Soorten
- T. aetitis Wallengren, 1863
- T. connexa (Janse, 1964)
- T. gemmans (Felder, 1874)
- T. prasina Butler, 1896
- T. punctistriga Weymer, 1908
- T. pusilla Aurivillius, 1899